# As the Gods Will (film 2014)
As the Gods Will (神さまの言うとおり (?), Kamisama no Iu Toori) è un film d'azione del 2014 diretto da Takashi Miike, basato sull'omonimo manga, scritto da Muneyuki Kaneshiro e disegnato da Akeji Fujimura.

## Trama
Shun Takahata vive una vita normale da studente delle superiori, noiosa e monotona, ma la sua giornata sta per cambiare: la testa del suo professore esplode e al suo posto compare una bambola Daruma che obbliga Shun e i suoi compagni di classe a giocare a “Daruma ga koronda” ("Il Daruma è caduto", un gioco molto simile a "Un, due, tre, stella!"), un gioco per bambini con la regola aggiuntiva che prevede la morte per i perdenti. Presto scoprirà che tutte le scuole stanno subendo lo stesso trattamento e che il tutto è collegato a strani cubi bianchi comparsi nel cielo. Costretti da un autoproclamato e misterioso "Dio", Takahata e compagni giocheranno e vinceranno una serie di giochi infantili con lo scopo di salvare le proprie vite.

## Giochi
I giochi a cui Takahata e compagni sono costretti a giocare sono ordinati seguendo le regole dello Shiritori, un gioco dove i partecipanti devono pronunciare una serie di parole a catena a patto che la parola successiva inizi con l'ultima sillaba della precedente, il più delle volte però risulta alquanto forzato:
- Daruma - "Daruma Ga Koronda" (letteralmente "Il Daruma è Caduto") è una variante nipponica del classico gioco del "un, due, tre, stella": Uno dei giocatori partecipanti deve riuscire a premere il tasto posizionato dietro la testa della bambola Daruma entro il tempo limite; chi viene scoperto a muoversi sarà decapitato telepaticamente rilasciando al posto del sangue un ingente quantità di piccole sfere rosse che faranno scivolare, e di conseguenza muovere, i restanti partecipanti.
- Manekineko - Maneki Neko, conosciuto semplicemente come "Il Gattino Fortunato", si ispira all'omonimo ornamento giapponese: Uno dei giocatori deve riuscire ad appendere il sonaglino al collo del gigantesco pupazzo entro il tempo limite; uno dei giocatori deve lanciare il sonaglino verso il canestro posizionato sul collare del gatto senza farsi scoprire, nel frattempo tutti gli altri giocatori (ma anche il lanciatore) devono sopravvivere alla furia omicida del gattino.
- Le bambole Kokeshi - I partecipanti sono costretti a giocare a due giochi tipici delle scuole materne da 5 bambole Kokeshi volanti: le prime quattro li sfideranno a Kagome Kagome (ovvero "l'uccellino in gabbia"), dove il partecipante bendato dovrà indovinare quale delle quattro bambole si trova dietro la sua schiena a fine della canzone, e l'ultima tenterà di ucciderli inseguendoli, creando così una variante dell'acchiapparella dove l'unico modo per salvarsi è tenersi per mano.
- ShirokuMa - Letteralmente "l'Orso Polare" - Ispirato al manga giapponese Shirokuma Café del mangaka Aloha Higa: I partecipanti devono rispondere sinceramente ad una serie di domande mosse da una gigantesca riproduzione del protagonista dell'omonimo manga e in caso di bluff scoprire il traditore e consegnarlo.
- Le bambole Matrioska - La loro comparsa, esattamente come per le bambole Kokeshi, serve esclusivamente come ponte fra i giochi; diversamente dalla terza sfida, i 2 giochi annunciati dalle bambole seguiranno le regole dello Shiritori collegandosi prima proprio alla matrioska.
- Kankeni Shitanara Owari - Il gioco del "Calcia il barattolo": viene pescato a sorte un giocatore che dovrà ricoprire il ruolo del cacciatore, il suo primo incarico è recuperare un barattolo e posizionarlo vicino all'area di raccolta per poi trovare e catturare gli altri giocatori; per liberare i prigionieri uno dei giocatori vaganti dovrà calciare il barattolo prima di essere scovato.
- L'ultimo gioco non viene annunciato e si basa esclusivamente sulla fortuna e l'inganno da parte dell'entità: all'insaputa dei giocatori, gli verrà offerto un gelato con bastoncino in bamboo con su scritto "Vivi" o "Muori", solo 2 su 5 resteranno in vita mentre gli altri verranno carbonizzati dalle bambole Matrioska; il gioco dovrebbe semplicemente collegarsi alla parola "Owari" del titolo precedente che significa appunto "Fine".

## Cast
- Sōta Fukushi è Shun Takahata
- Hirona Yamazaki è Ichika Akimoto
- Ryūnosuke Kamiki è Takeru Amaya
- Mio Yūki è Shoko Takase
- Shōta Sometani è Satake
- Jingi Irie è Eiji Oku
- Ryosuke Yamamoto è Mikinori Taira
- Minori Hagiwara è Yumi Taoka
- Sasuke Otsuru è Yukio Sanada
- Naoto Takahashi è Kotaro Maeda
- Nijiro Murakami è Haruhiko Yoshikawa
- Lily Franky è senzatetto/Dio
- Nao Ōmori è Takumi
- Dori Sakurada è rappresentante di classe (cameo)
- Atsuko Maeda è Maneki-neko (vice)
- Tsutomu Yamazaki è Orso polare (voce)

## Accoglienza

### Incassi
Il film ha guadagnato quasi 2 milioni di dollari in tutto il mondo, di cui 1,5 in Giappone.